# Générateur d'horloge

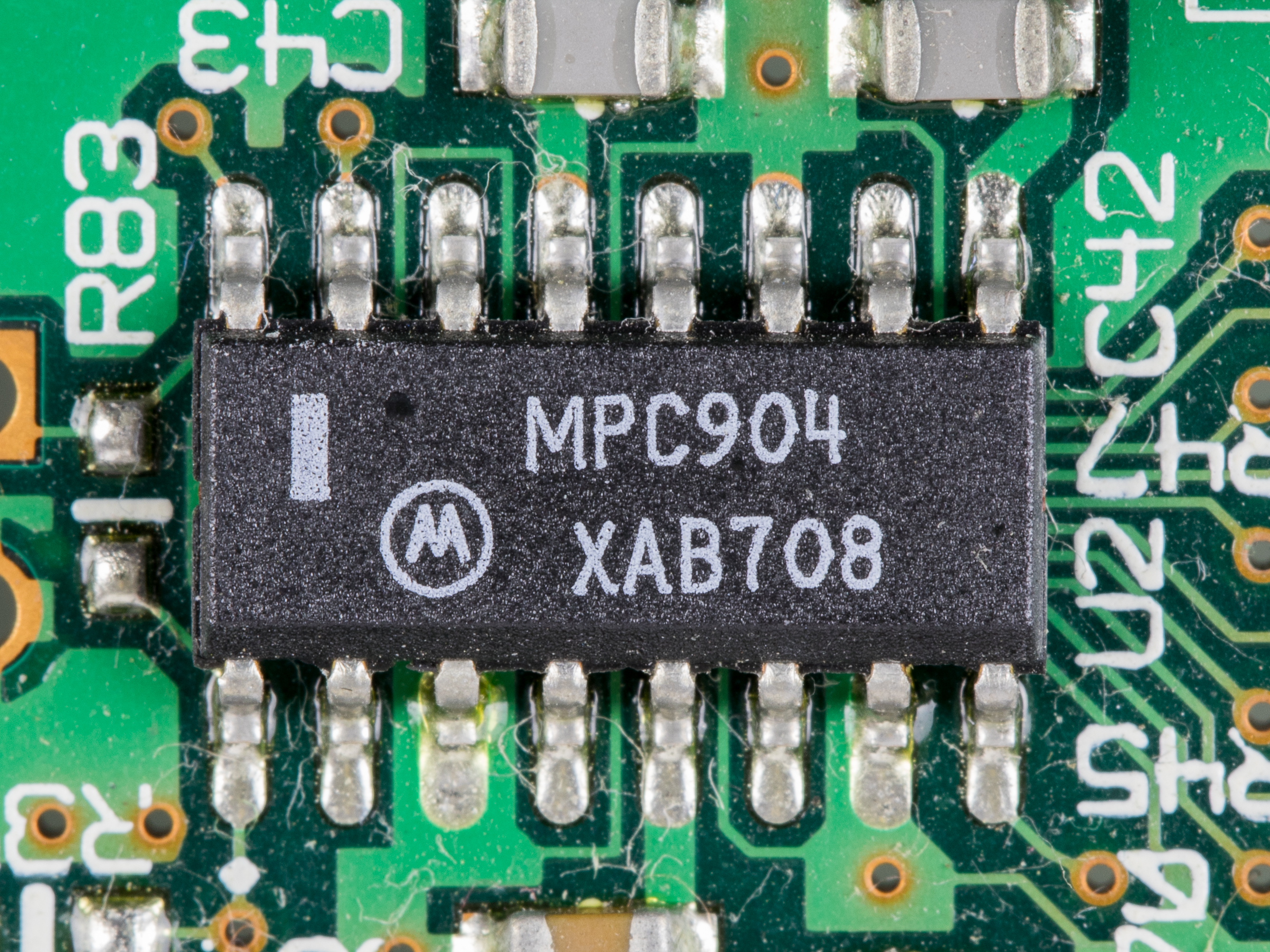
Processeur d'un PowerMac contenant un générateur d'horloge.

Un générateur d'horloge est un circuit intégré générant un signal d'horloge. C'est en général un oscillateur à base de quartz piézoélectrique.
On trouve des générateurs d'horloge sur une carte mère.